# Craig Fisher (Rennfahrer)

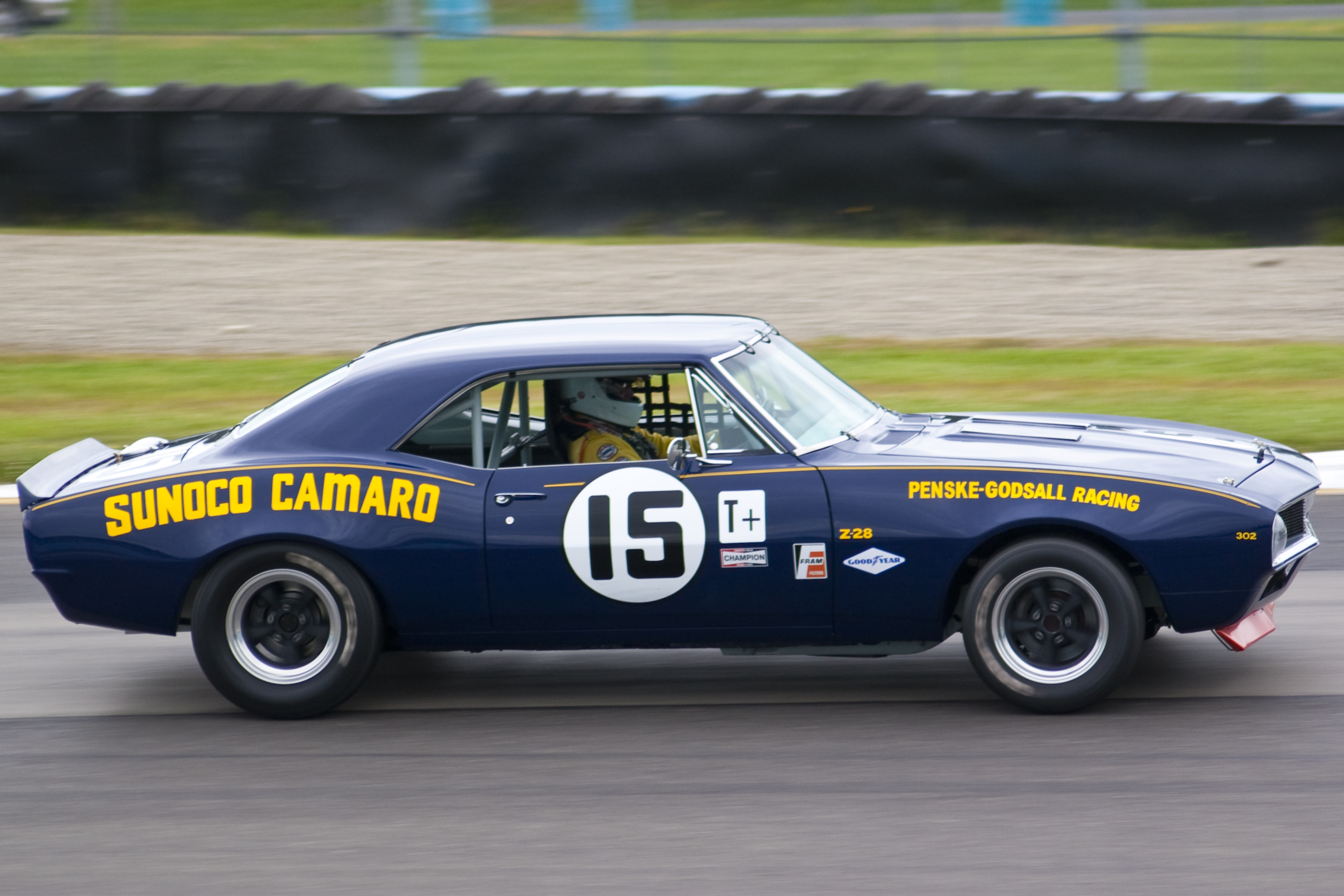
Der Chevrolet Camaro mit dem Craig Fisher Gesamtdritter beim 12-Stunden-Rennen von Sebring 1968 wurde

Craig Fisher (* 1936 in Edmonton; † 6. August 2018) war ein kanadischer Autorennfahrer.

## Familie und Ausbildung
Als Craig Fisher zur Welt kam, war sein Vater Professor für Englische Sprache an der Victoria University, Toronto. Sein Vater war selten zu Hause und Freiwilliger im Zweiten Weltkrieg. Seine Erziehung übernahmen seine Mutter und seine Großmutter. Nach der High School studierte er Technische Physik in Toronto. Um sein Studium finanzieren zu können, arbeitete er in der studienfreien Zeit bei Werner Ornstein. Der Exil-Österreicher war der Besitzer von British Motors Canada Ltd. und der DKW-Generalimporteur. Fisher brach sein Studium ab und machte eine Ausbildung zum Kfz-Mechaniker, die er abschloss, und wurde zum Ausbildner der DKW-Händler. In seiner Freizeit begann er mit dem Motorsport.

## Karriere als Rennfahrer
Craig Fisher war der erste Kanadier der einen Wertungslauf der US-amerikanischen Trans-Am-Serie gewinnen konnte. Am 12. August 1967 gewann er mit Partner Mark Donohue auf einem Chevrolet Camaro Z28 das Marlboro Double 300 auf dem inzwischen geschlossenen Marlboro Motor Raceway in Maryland. Mark Donohue war auch sein Partner bei seinem besten internationalen Rennergebnis. Beim 12-Stunden-Rennen von Sebring 1968 fuhr das Duo einen Penske-Camaro an die dritte Stelle der Gesamtwertung. Fisher war auch im zweiten Penske-Wagen engagiert, wo er mit Bob Johnson und Joe Welch Vierter wurde.
Seine Fahrerkarriere begann 1957, bei lokalen Rallys und Bergrennen. In der Folge wurde er zu einem der erfolgreichsten kanadischen Tourenwagenpiloten. Seine Rennen bestritt er mit fast allem was es im Tourenwagensport zu fahren gab. Von seinem ersten Rennwagen, einem DKW 3=6 Monza, über Chevrolets, Abarths und Sunbeams bis zu Fords und Ferraris.
Craig Fisher gewann einige SCCA-Meisterschaften und war bis in seine 60er Jahre als Fahrer aktiv. Seine letzten Rennen bestritt er auf einem Ferrari 348 in der kanadischen GT-Meisterschaft.

## Statistik

### Sebring-Ergebnisse
| Jahr | Team                     | Fahrzeug         | Teamkollege   | Platzierung            | Ausfallgrund |
| ---- | ------------------------ | ---------------- | ------------- | ---------------------- | ------------ |
| 1966 | Comstock Racing Team     | Ford GT40        | Eppie Wietzes | zurückgezogen          |              |
| 1968 | Roger Penske Racing      | Chevrolet Camaro | Mark Donohue  | Rang 3 und Klassensieg |              |
| 1969 | Todco Racing Canada Ltd. | Chevrolet Camaro | Serge Adams   | Rang 30                |              |

### Einzelergebnisse in der Sportwagen-Weltmeisterschaft
| Saison | Team                          | Rennwagen                 | 1   | 2   | 3   | 4   | 5   | 6   | 7   | 8   | 9   | 10  | 11  | 12  | 13  | 14  |
| ------ | ----------------------------- | ------------------------- | --- | --- | --- | --- | --- | --- | --- | --- | --- | --- | --- | --- | --- | --- |
| 1966   | Comstock Racing               | Ford GT40                 | DAY | SEB | MON | TAR | SPA | NÜR | LEM | MUG | CCE | HOK | SIM | NÜR | ZEL |     |
| 1966   | Comstock Racing               | Ford GT40                 | DNF |     |     |     |     |     |     |     |     |     |     |     |     |     |
| 1967   | Craig Fisher                  | Chevrolet Camaro          | DAY | SEB | MON | SPA | TAR | NÜR | LEM | HOK | MUG | BRH | CCE | ZEL | OVI | NÜR |
| 1967   | Craig Fisher                  | Chevrolet Camaro          | DNF |     |     |     |     |     |     |     |     |     |     |     |     |     |
| 1968   | Team Penske Sid Taylor Racing | Chevrolet Camaro Lola T70 | DAY | SEB | BRH | MON | TAR | NÜR | SPA | WAT | ZEL | LEM |     |     |     |     |
| 1968   | Team Penske Sid Taylor Racing | Chevrolet Camaro Lola T70 | 12  | 3   | DNF |     |     |     |     |     |     |     |     |     |     |     |
| 1969   | Wilton Jowett Todco Racing    | Chevrolet Camaro          | DAY | SEB | BRH | MON | TAR | SPA | NÜR | LEM | WAT | ZEL |     |     |     |     |
| 1969   | Wilton Jowett Todco Racing    | Chevrolet Camaro          | DNF | 30  |     |     |     |     |     |     |     |     |     |     |     |     |